# Cratere Leopardi
Leopardi è un cratere d'impatto presente sulla superficie di Mercurio, a 72,7° di latitudine sud e 183,56° di longitudine ovest. Il suo diametro è pari a 71,45 km.
Il cratere è dedicato al poeta italiano Giacomo Leopardi.